# Hebe longiracemosa
Hebe longiracemosa é uma espécie de planta do gênero Hebe.